# Kemál Seblí
Kemál Seblí (arabul: كمال الشبلي); 1954. március 9. –) tunéziai válogatott labdarúgó.

## Pályafutása

### Klubcsapatban
1974 és 1987 között a Club Africain csapatában játszott. Kétszeres tunéziai bajnok és egyszeres kupagyőztes. 

### A válogatottban
A tunéziai válogatott tagjaként. részt vett az 1978-as Afrikai nemzetek kupáján és az 1978-as világbajnokságon, de egyetlen csoportmérkőzésen sem lépett pályára.

## Sikerei, díjai
Club Africain
- Tunéziai bajnok (2): 1978–79, 1979–80